# Ron Gilbert
Ron Gilbert est un concepteur de jeux vidéo américain, né en 1964 à La Grande (Oregon).
Ron Gilbert est surtout connu pour son travail chez Lucasfilm Games sur les jeux Maniac Mansion, The Secret of Monkey Island et Monkey Island 2: LeChuck's Revenge.

## Biographie

### Début de carrière
Ron Gilbert grandit dans une petite ville de l'Oregon. Son père était professeur de physique. Au lycée, il passe la plupart de son temps libre à développer ses talents de programmeur.
Cependant, il pensait se diriger vers une carrière de réalisateur de films.
Ce qui l'a motivé à créer des jeux, c'est sa fascination pour les technologies liées à la programmation qui permettent aux joueurs d'interagir avec des personnages et des situations ainsi que son amour pour les histoires, comme celle de "Star Wars".
Sa passion pour Star Wars et son intérêt à raconter des histoires étaient si importants que Ron Gilbert et son ami Tom McFarlane ont réalisé quelques films avec une caméra Super-8. Le premier film qu'ils ont tourné en 1978 s'intitule "Stars Blasters" ; il est réalisé par Ron Gilbert et interprété par les amis McFarlane et Frank Lang. En 1979, ils tournent un autre film, "Tomorrow Never Came", interprété par Ron Gilbert, Tom McFarlane ; il est également réalisé par Ron Gilbert.
En 1979, Ron Gilbert s'exerce en autodidacte à la programmation de jeux sur le nouvel ordinateur personnel acheté par ses parents: le NorthStar Horizon (ordinateur fonctionnant sous CP/M ou NorthStar DOS avec un microprocesseur Z80 à 4MHZ et 16 kilo-octets de RAM). Sa méthode consistait à étudier et analyser les jeux pendant des heures. Tout d'abord, il mémorisait chaque image de la disposition de jeux comme Donkey Kong, Pac-Man, Asteroids, Space Invaders ou Robotron : 2084. Ensuite, il notait tout détail et tentait enfin de les reproduire sur son propre ordinateur. Une fois la copie réalisée, il exerçait sa créativité en y ajoutant des modifications personnelles. Il appliquait aussi cette méthode sur les publicités des jeux Atari 2600 aperçus dans des magazines spécialisés. Une fois les jeux terminés, il proposait à ses amis de les tester et évaluait ce qu'ils avaient apprécié ou non.

### LucasArts
Ron Gilbert commence sa carrière professionnelle en 1983, alors qu'il est toujours étudiant, en écrivant avec Tom McFarlane un programme appelé Graphics Basic. Ils vendent leur programme à une compagnie de San Francisco nommé HESware. Impressionné par son travail, HESware offre un travail à Gilbert. Il y passe la moitié d'une année, programmant des jeux de plates-formes pour Commodore 64. Toutefois, aucun d'entre eux ne sort car la compagnie cesse de travailler dans ce domaine.
Peu de temps après, Ron Gilbert rejoint Lucasfilm Games (qui devient plus tard LucasArts). Il travaille dans un premier temps sur des portages pour Commodore 64 de jeux Atari 800.
En 1985, il a l'occasion de développer son propre jeu pour Lucasfilm Games, dont l'action se déroule dans un sombre manoir de l'ère victorienne habité par un savant fou, sa progéniture légèrement attardée et un étrange alien. Ron Gilbert et un graphiste de Lucasfilm, Garry Winnick, ont eu cette idée ensemble après de nombreuses discussions et ont vu le moment pour eux d'en faire un jeu : Maniac Mansion.
Ron Gilbert programme le système d'écriture par scripts SCUMM (nommé d'après le projet pour lequel il a été écrit : le Script Creation Utility For Maniac Mansion) et l'interface point and click.
Maniac Mansion sort en 1986 et obtient un succès inattendu. SCUMM apparaît alors comme le moteur idéal pour les jeux d'aventure. Ron Gilbert crée ensuite avec son moteur de jeu de nombreux jeux d'aventure à succès pour Lucasfilm Games, dont les classiques The Secret of Monkey Island et Monkey Island 2: LeChuck's Revenge. Ron Gilbert n'a travaillé que sur les deux premiers jeux de la série Monkey Island, les épisodes 3, 4 et 5 ayant été faits sans lui (The Curse of Monkey Island, Escape from Monkey Island et Tales of Monkey Island).
En 1992, il quitte LucasArts pour fonder Humongous Entertainment avec Shelley Day. La plupart des jeux développés ont été construits sur une version dérivée du moteur S.C.U.M.M. Ron Gilbert y est responsable des projets suivants : Pouce-Pouce, Marine Malice, Fatty Bear,Pyjama Sam et la série des Backyard Sports.

### L'après LucasArts
En 1995, Gilbert fonde Cavedog Entertainment, la société sœur et complémentaire de Humongous pour développer des jeux ciblant les adultes.
En 1996, GameSpot l'a nommé 15e sur sa liste des personnes les plus influentes de tous les temps dans le domaine des jeux vidéo.
Pendant qu'il était producteur à Cavedog, Gilbert a travaillé sur Total Annihilation ainsi que sur Good & Evil. Largement considéré comme son projet phare, Good & Evil devait intégrer de nombreux thèmes et styles de jeu différents. Ce jeu a été présenté en avant-première par plusieurs publications mais le projet a été annulé lorsque Cavedog a fermé ses portes en 1999. Dans une interview accordée à GameSpot peu après la fermeture de Cavedog, Gilbert explique que le projet Good & Evil avait souffert du fait qu'il essayait de concevoir un jeu tout en dirigeant une société en même temps,.
En 2005, Ron Gilbert travaillait seul sur une nouvelle aventure avec des éléments de jeux de rôle dont le nom est inconnu et qu'il proposait à des éditeurs. Il est également l'auteur du blog "Grumpy Gamer". Il y commente l'industrie du jeu généralement sous la forme de dessins animés qu'il a créés avec le designer de Voodoo Vince, Clayton Kauzlaric.
En 2007, Gilbert a créé "Threepwood", une guilde exclusivement sur le thème de Monkey Island sur le serveur Quel'Dorei de World of Warcraft.
La même année, il soutient le studio Hothead Games sur un jeu webcomic Penny Arcade Adventures : On the Rain-Slick Precipice of Darkness. Grâce à cette collaboration, il est choisi pour être l'orateur principal de la Penny Arcade Expo 2009.
En janvier 2008, Gilbert se joint à l'équipe de Hothead Games en tant que directeur créatif. Il participe activement au développement du jeu DeathSpank, un jeu d'aventure et de rôle. Durant la même période, Gilbert travaille aussi pour Telltale Game où il contribue à la conception de Tales of Monkey Island. Il est particulièrement actif lors du processus de brainstorming au début du développement du jeu. C'est un retour aux sources pour le développeur : ce cinquième épisode de la série Monkey Island a marqué le retour de Gilbert sur la série des jeux Monkey Island. Sa dernière participation était en 1991 et concernait LeChuck's Revenge.
Le 6 avril 2010, sur son blog, il a annoncé qu'il se séparait de Hothead Games. Il poursuivra son travail sur DeathSpank en collaboration avec Electronic Arts.
En septembre 2010, on apprend que Gilbert avait été embauché par son collègue Tim Schafer, ex-concepteur de jeux LucasArts, pour travailler chez Double Fine Productions, la société de Schafer. En février 2012, Tim Schafer a confirmé qu'il allait travailler avec Ron Gilbert sur un nouveau jeu d'aventure. En mai 2012, le nom du jeu est révélé : The Cave qui a été publié par Sega en 2013.
En 2012, The Walt Disney Company rachète LucasArts. Les droits de la série Monkey Island sont devenus la propriété de la société. Ron Gilbert est mitigé : en novembre 2012, il dit ne pas être optimiste quant à l'avenir de la franchise pensant qu'elle pourrait être abandonnée au profit de Pirates des Caraïbes. Cependant, en décembre 2012, il exprime le souhait de prendre contact avec Disney avec l'espoir qu'il pourra " faire le jeu qu'il veut faire ".
En mars 2013, Gilbert quitte Double Fine Productions. Il reconnaît avoir intégré le studio pour uniquement participer à la création de The Cave à la suite d'une invitation de Tim Schafer. Par la suite, il a participé au développement du jeu Scurvy Scallywags sur iOS et Android avec le co-créateur de DeathSpank, Clayton Kauzlaric.
Le 18 novembre 2014, Gilbert retrouve Gary Winnick avec qui il avait créé ses premiers jeux point-and-click acclamés par la critique chez LucasArts. Il est annoncé qu'ils collaborent ensemble sur le développement du point-and-click intitulé Thimbleweed Park. Le jeu a atteint son objectif de financement sur la plate-forme de financement participatif Kickstarter le 18 décembre. Le jeu est sorti le 30 mars 2017, en mode "talkie" complet pour Windows, Linux, Mac et Xbox One. Etant donné que le projet a atteint son dernier échelon dans le financement, un portage sur iOS et Android a été confirmé.
Le 23 mai 2016, sur le réseau social Twitter, Gilbert explique qu'il souhaite racheter les anciennes franchises de LucasArts en disant : " S'il vous plaît, vendez-moi ma propriété intellectuelle de Monkey Island et Maniac Mansion. Je paierai de l'argent réel pour eux ". En 2017, les fans de la série ont lancé une pétition en ligne en soutien au développeur, demandant à Disney de lui vendre les franchises. En décembre 2021, la pétition a recueilli environ 29 000 signatures.
Le 15 mars 2018, Gilbert déclare qu'il entame le développement d'un RPG appelé ''A Little Something'',.
Le 4 avril 2022, Gilbert annonce sur Twitter qu'il travaille, dans le plus grand secret, sur ''Return to Monkey Island'' depuis deux ans.

## Jeux
| Nom                                                                                               | Année   | Rôle                                          | Éditeur                 |
| ------------------------------------------------------------------------------------------------- | ------- | --------------------------------------------- | ----------------------- |
| Koronis Rift                                                                                      | 1985    | programmeur                                   | Lucasfilm Games         |
| Ballblazer                                                                                        | 1985    | programmeur                                   | Lucasfilm Games         |
| Maniac Mansion                                                                                    | 1987    | scénariste, directeur, artiste et programmeur | Lucasfilm Games         |
| Habitat                                                                                           | 1987    |                                               | Lucasfilm Games         |
| Zak McKracken and the Alien Mindbenders                                                           | 1988    | scénariste                                    | Lucasfilm Games         |
| PHM Pegasus                                                                                       | 1988    |                                               | Lucasfilm Games         |
| Pipe Mania                                                                                        | 1989    | scénariste                                    | Lucasfilm Games         |
| Indiana Jones and the Last Crusade: The Graphic Adventure                                         | 1989    | scénariste                                    | Lucasfilm Games         |
| The Secret of Monkey Island                                                                       | 1990    | scénariste et directeur                       | Lucasfilm Games         |
| Monkey Island 2: LeChuck's Revenge                                                                | 1991    | directeur, designer et programmeur            | LucasArts               |
| Putt-Putt Joins the Parade                                                                        | 1992    | directeur, designer et programmeur            | Humongous Entertainment |
| Fatty Bear's Birthday Surprise                                                                    | 1993    | directeur, designer et programmeur            | Humongous Entertainment |
| Putt-Putt's Fun Pack                                                                              | 1993    |                                               | Humongous Entertainment |
| Maniac Mansion: Day of the Tentacle                                                               | 1993    | scénariste                                    | LucasArts               |
| Putt-Putt Goes to the Moon                                                                        | 1993    | directeur, designer et programmeur            | Humongous Entertainment |
| Fatty Bear's Fun Pack                                                                             | 1993    |                                               | Humongous Entertainment |
| Putt Putt & Fatty Bear's Activity Pack                                                            | 1994    |                                               | Humongous Entertainment |
| Freddi Fish and the Case of the Missing Kelp Seeds                                                | 1994    | producteur, designer et programmeur           | Humongous Entertainment |
| Let's Explore the Airport                                                                         | 1995    |                                               | Humongous Entertainment |
| Let's Explore the Farm                                                                            | 1995    |                                               | Humongous Entertainment |
| Let's Explore the Jungle                                                                          | 1995    |                                               | Humongous Entertainment |
| Putt-Putt Saves the Zoo                                                                           | 1995    | design interactif, producteur et programmeur  | Humongous Entertainment |
| Freddi Fish 2: The Case of the Haunted Schoolhouse                                                | 1996    | producteur et programmeur                     | Humongous Entertainment |
| Pajama Sam: No Need to Hide When It's Dark Outside                                                | 1996    | design interactif, producteur et programmeur  | Humongous Entertainment |
| Putt-Putt and Pep's Dog on a Stick                                                                | 1996    | programmeur                                   | Humongous Entertainment |
| Putt-Putt and Pep's Balloon-o-Rama                                                                | 1996    | programmeur                                   | Humongous Entertainment |
| Freddi Fish and Luther's Maze Madness                                                             | 1996    | programmeur                                   | Humongous Entertainment |
| Freddi Fish and Luther's Water Worries                                                            | 1996    | programmeur                                   | Humongous Entertainment |
| Big Thinkers 1st Grade                                                                            | 1997    | programmeur                                   | Humongous Entertainment |
| Big Thinkers Kindergarten                                                                         | 1997    | programmeur                                   | Humongous Entertainment |
| Backyard Baseball                                                                                 | 1997    |                                               | Humongous Entertainment |
| Total Annihilation                                                                                | 1997    | producteur                                    | Cavedog Entertainment   |
| Spy Fox in "Dry Cereal"                                                                           | 1997    | directeur créatif et programmeur              | Humongous Entertainment |
| Putt Putt Travels Through Time                                                                    | 1997    | producteur et programmeur                     | Humongous Entertainment |
| Pajama Sam's Sock Works                                                                           | 1997    | programmeur                                   | Humongous Entertainment |
| Putt-Putt Enters the Race                                                                         | 1998    |                                               | Humongous Entertainment |
| Freddi Fish 3: The Case of the Stolen Conch Shell                                                 | 1998    |                                               | Humongous Entertainment |
| Total Annihilation: The Core Contingency                                                          | 1998    | producteur                                    | Cavedog Entertainment   |
| Total Annihilation: Battle Tactics                                                                | 1998    | producteur                                    | Cavedog Entertainment   |
| Blue's Birthday Adventure                                                                         | 1998    |                                               | Humongous Entertainment |
| Pajama Sam 2: Thunder and Lightning Aren't so Frightening                                         | 1998    | directeur créatif et programmeur              | Humongous Entertainment |
| Pajama Sam's Lost & Found                                                                         | 1998    |                                               | Humongous Entertainment |
| Spy Fox in Cheese Chase                                                                           | 1998    | programmeur                                   | Humongous Entertainment |
| Backyard Soccer                                                                                   | 1999    |                                               | Humongous Entertainment |
| Blue's 123 Time Activities                                                                        | 1999    |                                               | Humongous Entertainment |
| Blue's ABC Time Activities                                                                        | 1999    |                                               | Humongous Entertainment |
| Total Annihilation: Kingdoms                                                                      | 1999    | producteur                                    | Cavedog Entertainment   |
| Spy Fox in Hold the Mustard                                                                       | 1999    |                                               | Humongous Entertainment |
| Blue's Treasure Hunt                                                                              | 1999    |                                               | Humongous Entertainment |
| Spy Fox 2: "Some Assembly Required"                                                               | 1999    |                                               | Humongous Entertainment |
| Pajama Sam 3: You Are What You Eat from Your Head to Your Feet                                    | 1999    |                                               | Humongous Entertainment |
| Backyard Football                                                                                 | 1999    |                                               | Humongous Entertainment |
| Total Annihilation: Kingdoms – The Iron Plague                                                    | 2000    | producteur                                    | Cavedog Entertainment   |
| Blue's Reading Time Activities                                                                    | 2000    |                                               | Humongous Entertainment |
| Blue's Art Time Activities                                                                        | 2000    |                                               | Humongous Entertainment |
| Freddi Fish's One-Stop Fun Shop                                                                   | 2000    |                                               | Humongous Entertainment |
| Pajama Sam's One-Stop Fun Shop                                                                    | 2000    |                                               | Humongous Entertainment |
| Putt-Putt's One-Stop Fun Shop                                                                     | 2000    |                                               | Humongous Entertainment |
| Backyard Soccer MLS Edition                                                                       | 2000    |                                               | Humongous Entertainment |
| Putt-Putt Joins the Circus                                                                        | 2000    |                                               | Humongous Entertainment |
| Spy Fox 3: "Operation Ozone"                                                                      | 2001    |                                               | Humongous Entertainment |
| Backyard NBA Basketball                                                                           | 2001    |                                               | Humongous Entertainment |
| Backyard Football 2002                                                                            | 2001    |                                               | Humongous Entertainment |
| Pajama Sam's Games To Play On Any Day                                                             | 2001    |                                               | Humongous Entertainment |
| Moop and Dreadly in the Treasure on Bing Bong Island                                              | 2001    | directeur créatif et programmeur              | Hulabee Entertainment   |
| Ollo in the Sunny Valley Fair                                                                     | 2002    | directeur créatif et programmeur              | Hulabee Entertainment   |
| Sonny's Race for the Chocolatey Taste                                                             | 2002    |                                               | Hulabee Entertainment   |
| Piglet's Big Game                                                                                 | 2003    |                                               | Hulabee Entertainment   |
| Flying Leo                                                                                        | 2005    |                                               | Beep Games              |
| Zodiac                                                                                            | 2006    |                                               | Beep Games              |
| Four Houses                                                                                       | 2006    |                                               | Beep Games              |
| Realms of Gold                                                                                    | 2007    |                                               | Beep Games              |
| Penny Arcade Adventures: On the Rain-Slick Precipice of Darkness, Episode One                     | 2008    | histoire et consultant design                 | Hothead Games           |
| Penny Arcade Adventures: On the Rain-Slick Precipice of Darkness, Episode Two                     | 2008    | histoire et consultant design                 | Hothead Games           |
| Tales of Monkey Island                                                                            | 2009–10 | "Visiting Professor of Monkeyology"           | Telltale Games          |
| Word Spiral                                                                                       | 2010    | designer, programmeur                         | Beep Games              |
| DeathSpank                                                                                        | 2010    | design                                        | Hothead Games           |
| DeathSpank: Thongs of Virtue                                                                      | 2010    | design                                        | Hothead Games           |
| The Big Big Castle!                                                                               | 2012    | designer, programmeur                         | Beep Games              |
| The Cave                                                                                          | 2013    | directeur                                     | Double Fine Productions |
| Scurvy Scallywags in The Voyage to Discover The Ultimate Sea Shanty: A Musical Match-3 Pirate RPG | 2013    |                                               | Beep Games              |
| Thimbleweed Park                                                                                  | 2017    | scénariste, designer, programmeur             | Terrible Toybox, Inc.   |
| Delores A Thimbleweed Park Mini-Adventure (gratis release during COVID-19 lockdown)               | 2020    | scénariste, designer, programmeur             | Terrible Toybox, Inc.   |
| Return to Monkey Island                                                                           | 2022    |                                               | Devolver Digital        |